# Delacroix (cráter)
Delacroix es un cráter de impacto de 158 km de diámetro del planeta Mercurio. Debe su nombre al pintor francés  Eugène Delacroix ((1798-1863), y su nombre fue aprobado por la  Unión Astronómica Internacional en 1979.